# Giorgio de Santillana
Giorgio Diaz de Santillana (30 de maio de 1902 - 8 de junho de 1974) foi um filósofo e historiador da ciência ítalo-americano, nascido em Roma. Foi professor de História da Ciência no Massachusetts Institute of Technology (MIT).

## Publicações
- Development of rationalism and empiricism. com Edgar Zilsel. Chicago: University of Chicago Press, 1941. (International encyclopedia of unified science Foundations of the unity of science ; v2 no.8).
- Leonardo Da Vinci (1956)
- The Crime of Galileo. Chicago: University of Chicago Press, 1955.
- The Origins of Scientific Thought: from Anaximander to Proclus, 600 BC to 300 AD.  Londres: Weidenfeld & Nicolson, 1961.
- Reflections on Men and Ideas (1968)
- Hamlet's Mill.Com Hertha von Dechend (1915–2001). Boston: Gambit Inc., 1969.
- The Mentor Philosophers: The Age of Adventure: Renaissance Philosophers